# Carles Borromeo
Carles Borromeo (Arona, província de Novara, Piemont, 2 d'octubre de 1538 – Milà, 3 de novembre de 1584) va ser un arquebisbe de Milà i cardenal, proclamat sant en 1610 i venerat per l'Església catòlica.

## Vida
Fill de Giberto II Borromeo i Margherita Medici di Marignano, germana del papa Pius IV va créixer en una família rica. Durant l'ocupació de la Rocca di Arona, propietat de la seva família, pels espanyols, va participar en la defensa. Als dotze anys, un oncle seu, Giulio Cesare Borromeo, li confià l'ofici i dignitat d'abat: va dedicar les rendes que li proporcionava a fer caritat amb els necessitats. Va estudiar Dret canònic i civil a Pavia. El 1554 va morir el seu pare i el seu germà gran, Federigo, va prendre el seu relleu al front de la família.
Carles es va doctorar el 1559. El 1564 va crear a Pavia una residència per a estudiants amb pocs recursos econòmics però bons resultats acadèmics; va prendre el nom d'Almo Collegio Borromeo i encara funciona avui, com el col·legi major més antic i més prestigiós de tot Itàlia.

### Roma
El 1560, el seu oncle Giovan Angelo Medici di Marignano va ser elegit papa com a Pius IV i va convidar Carles i Federico a anar a Roma. Dos anys després, Federico va morir de sobte: hom va aconsellar a Carles que deixés la carrera eclesiàstica i es casés, per tal de continuar la nissaga familiar; Carles, però, no va voler fer-ho. El 1563 fou ordenat sacerdot i poc després consagrat bisbe. Va participar en les últimes fases del Concili de Trent, promovent la contrareforma i col·laborant en la redacció del nou catecisme, el Catechismus Romanus.
Va ser després arquebisbe de Milà. Malgrat la seva humilitat natural, el papa el va fer viure a Roma enmig d'un gran luxe.

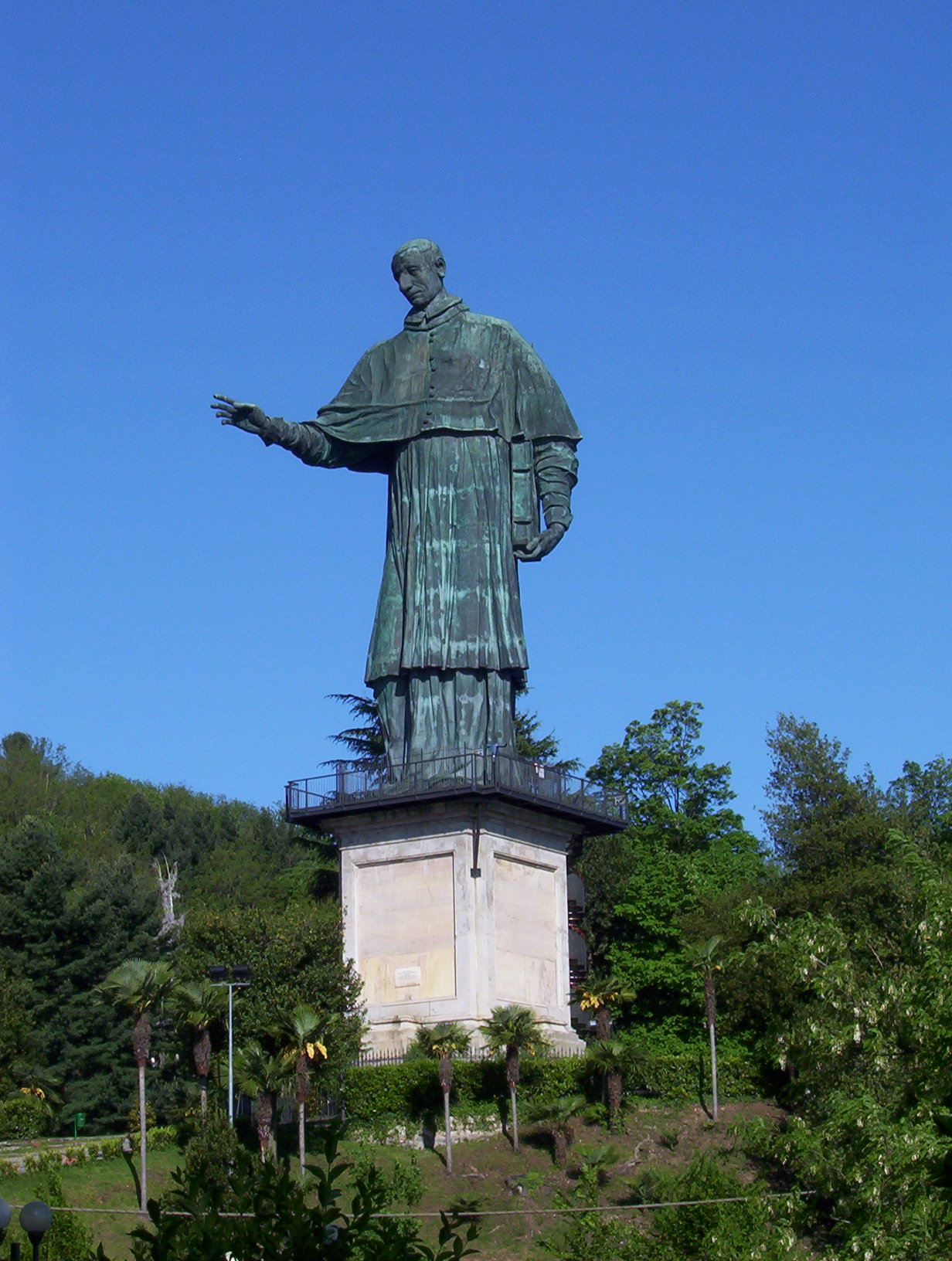
Sancarlone, a Arona, 1697
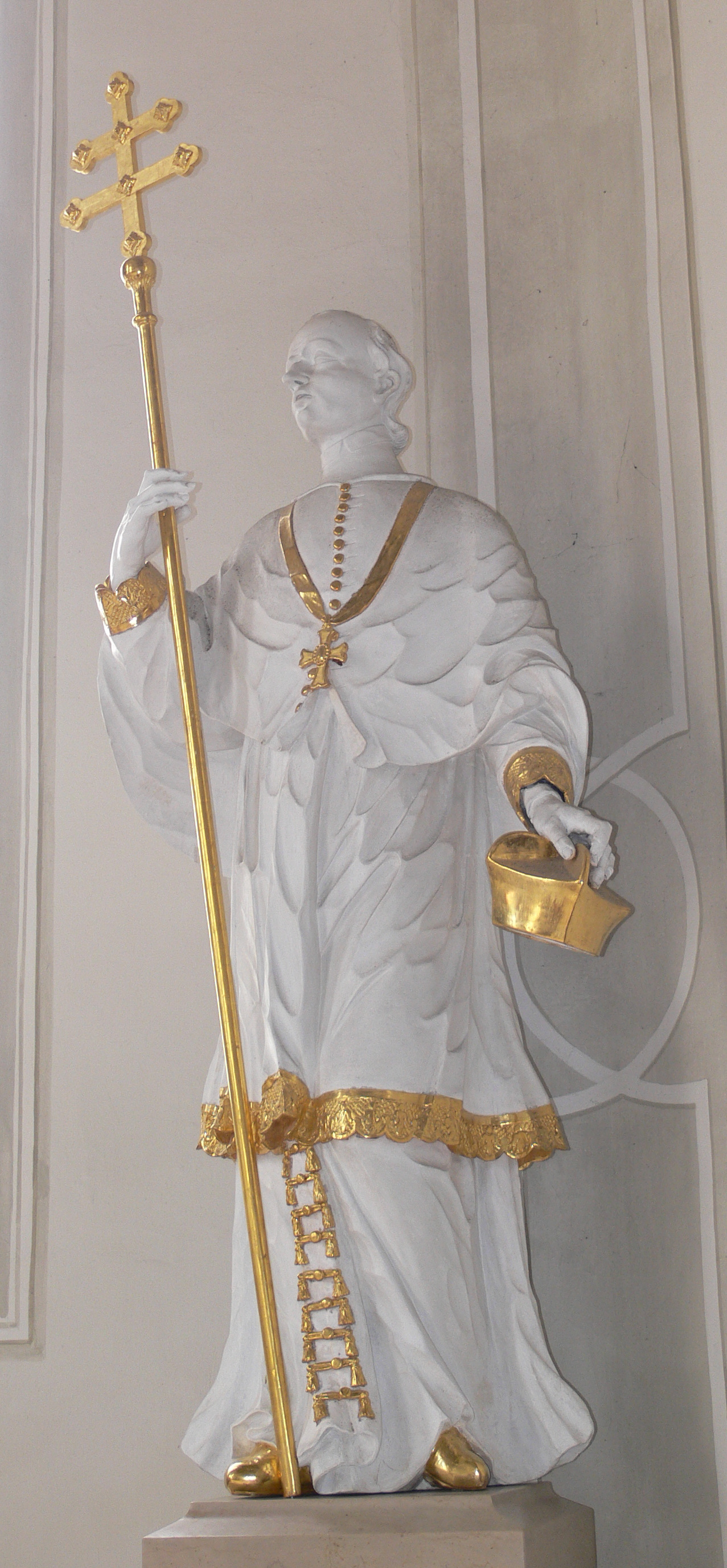
Escultura al monestir de Horb, Alemanya, ca. 1760
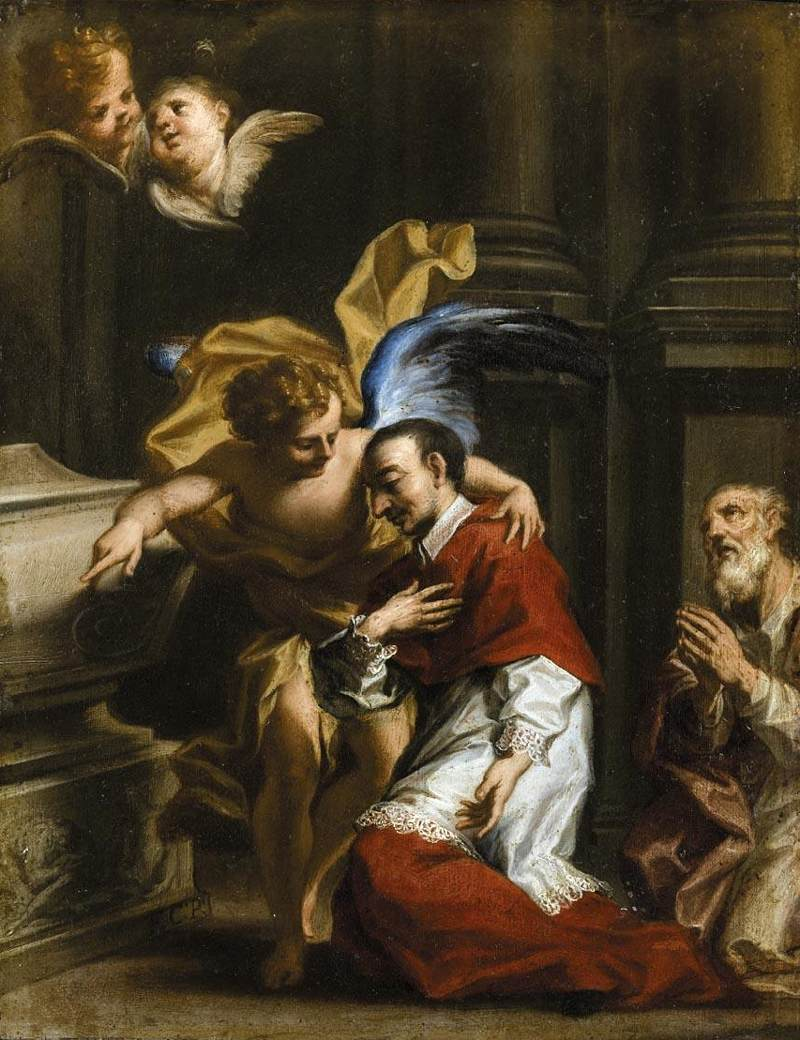
Pintura de Francesco Caccianica, ca. 1750
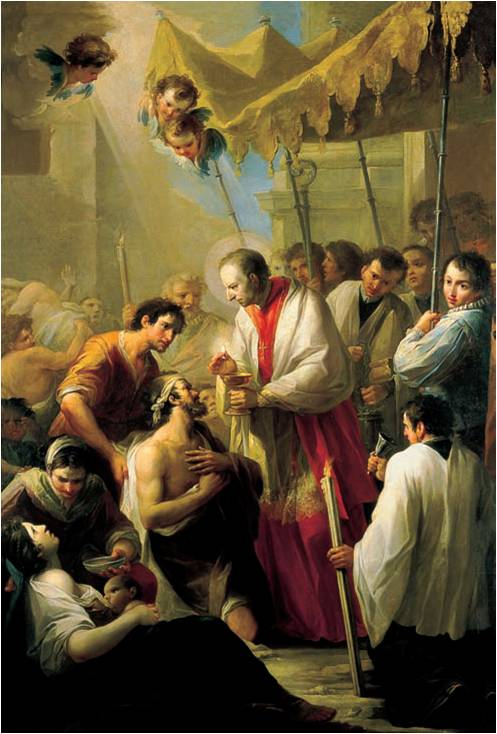
Sant Carles Borromeo entre els afectats per la pesta, pintura de Mariano Salvador Maella

### Milà
El 1565, va deixar Roma i va prendre possessió de la diòcesi milanesa, que portava prop de 80 anys sense un bisbe que hi visqués i que, mentrestant, s'havia degradat: la cúria i els preveres s'havien dedicat a assumptes mundans, deixant la vida espiritual de banda. Carles va restablir la disciplina al clergat i, per a reforçar la moralitat i la formació dels sacerdots, va fundar diversos seminaris a Milà: el major, l'Helvètic i altres de menors. En la seva obra reformadora va ser ajudat pel nous ordes religiosos de clergues regulars com els jesuïtes, teatins i barnabites, i fa fundar la Congregació dels Oblats dels Sants Ambròs i Carles (1578).
Entre 1565 i 1584, mentre va ser bisbe, va construir i reformar esglésies (els santuaris de Rho i Varese, l'església de San Fedele o la de Traffiume), va fer nombroses visites pastorals. A més, com a llegat i visitador, va ser a totes les parròquies de les diòcesis de Bèrgam i Brescia. També va fundar, per a la instrucció dels laics, escoles i col·legis com els de Brera i Pavia.
Durant la fam de 1570 i la pesta de 1576-1577, va contribuir a alleujar les necessitats de la població: el record d'aquest ajut va fer que aquesta pesta es conegués com a "pesta de Sant Carles".
Va voler que el rigor que va imposar als clergues també arribés a la societat civil: va decretar la separació d'homes i dones a les esglésies i la repressió dels adúlters. Va organitzar una milícia privada i armada, a la manera de policia, per a la vigilància de la moral, la qual cosa va fer que tingués conflictes amb les autoritats civils i fos criticat per un excés de rigorisme.

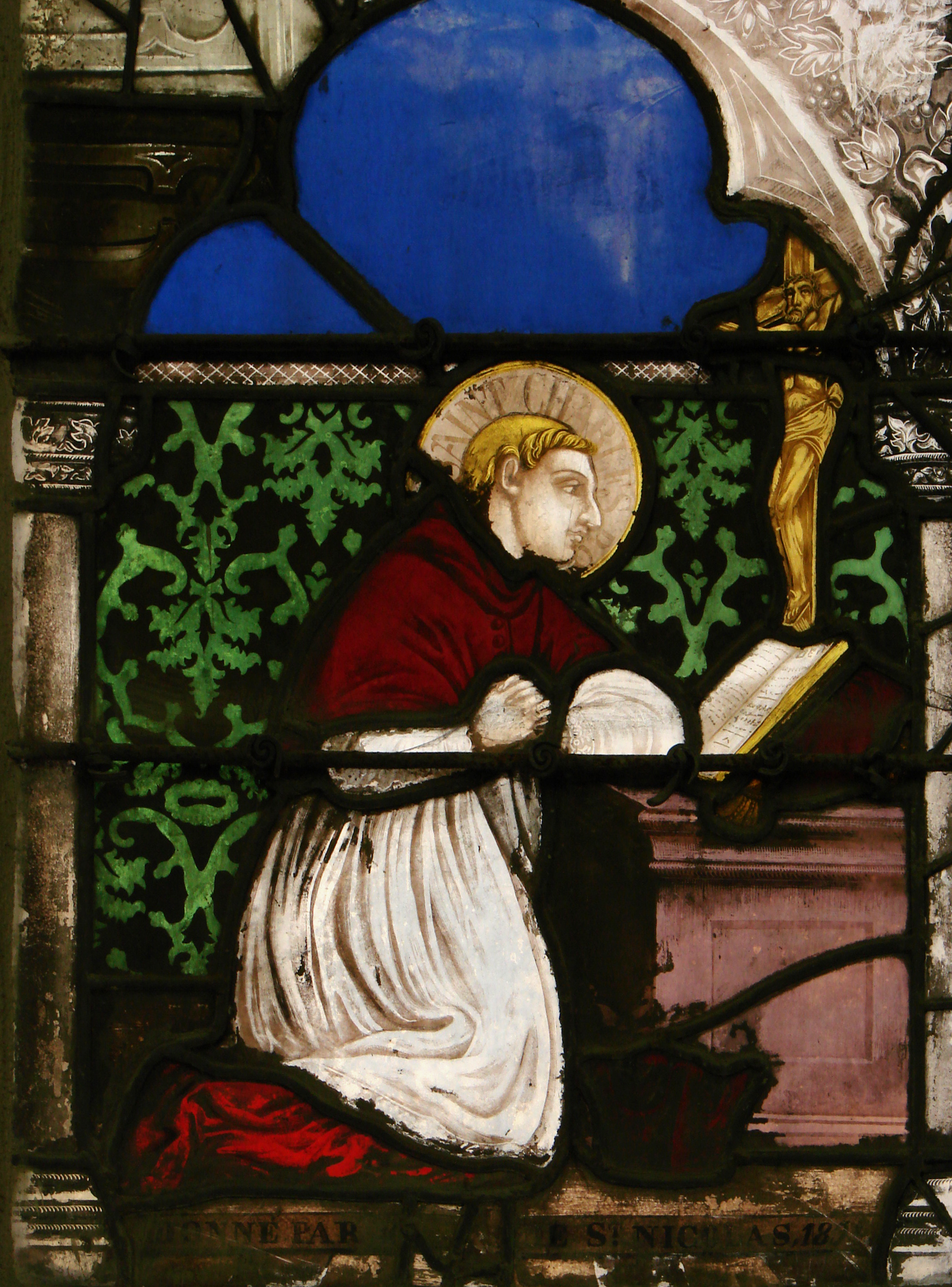
Vitrall a St-Nicholas-de-Port, s. XIX (Meurte-et-Moselle, França)
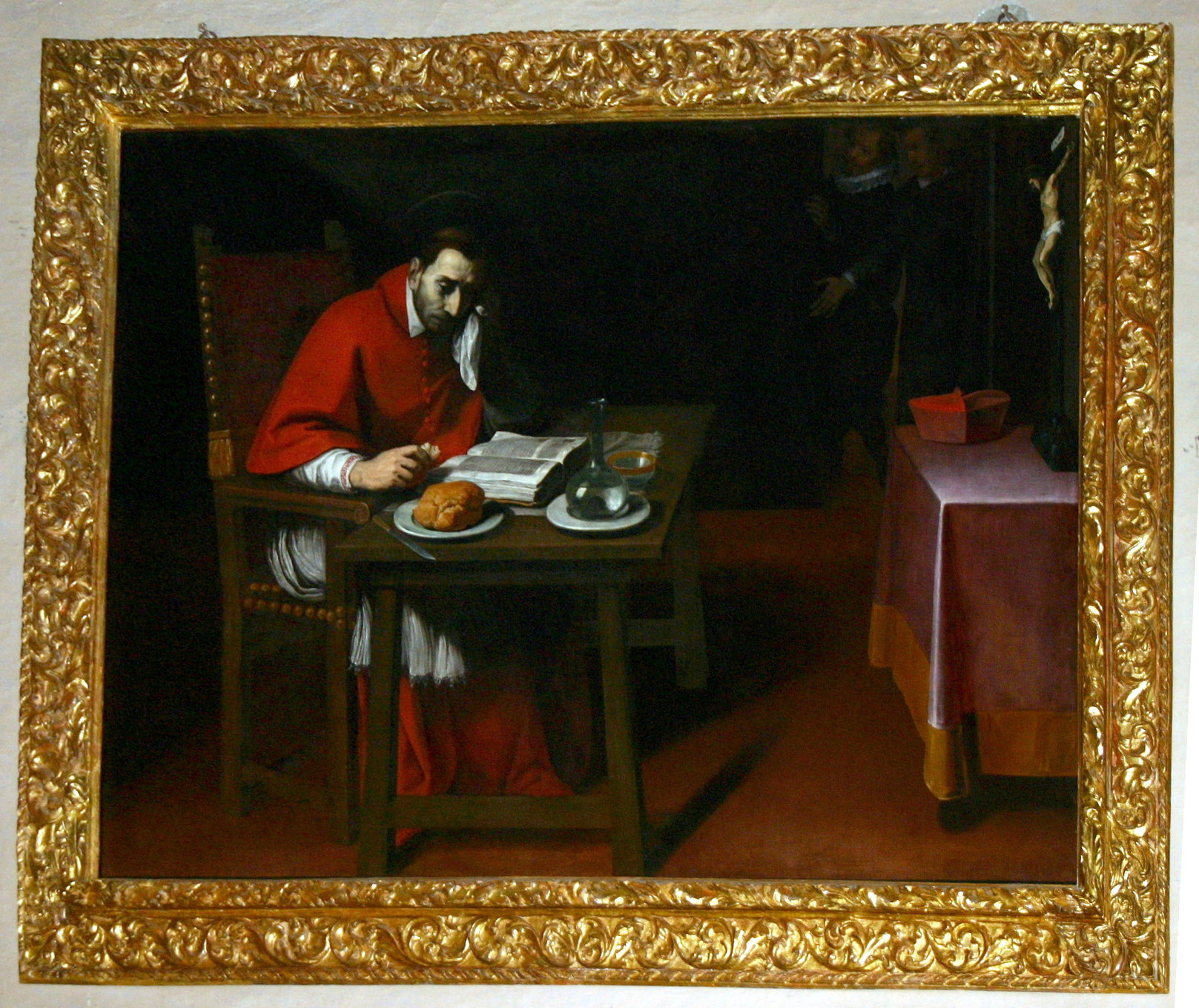
Dejuni de Sant Carles de Daniele Crespi, s. XVIII (Milà, S. Maria della Passione)
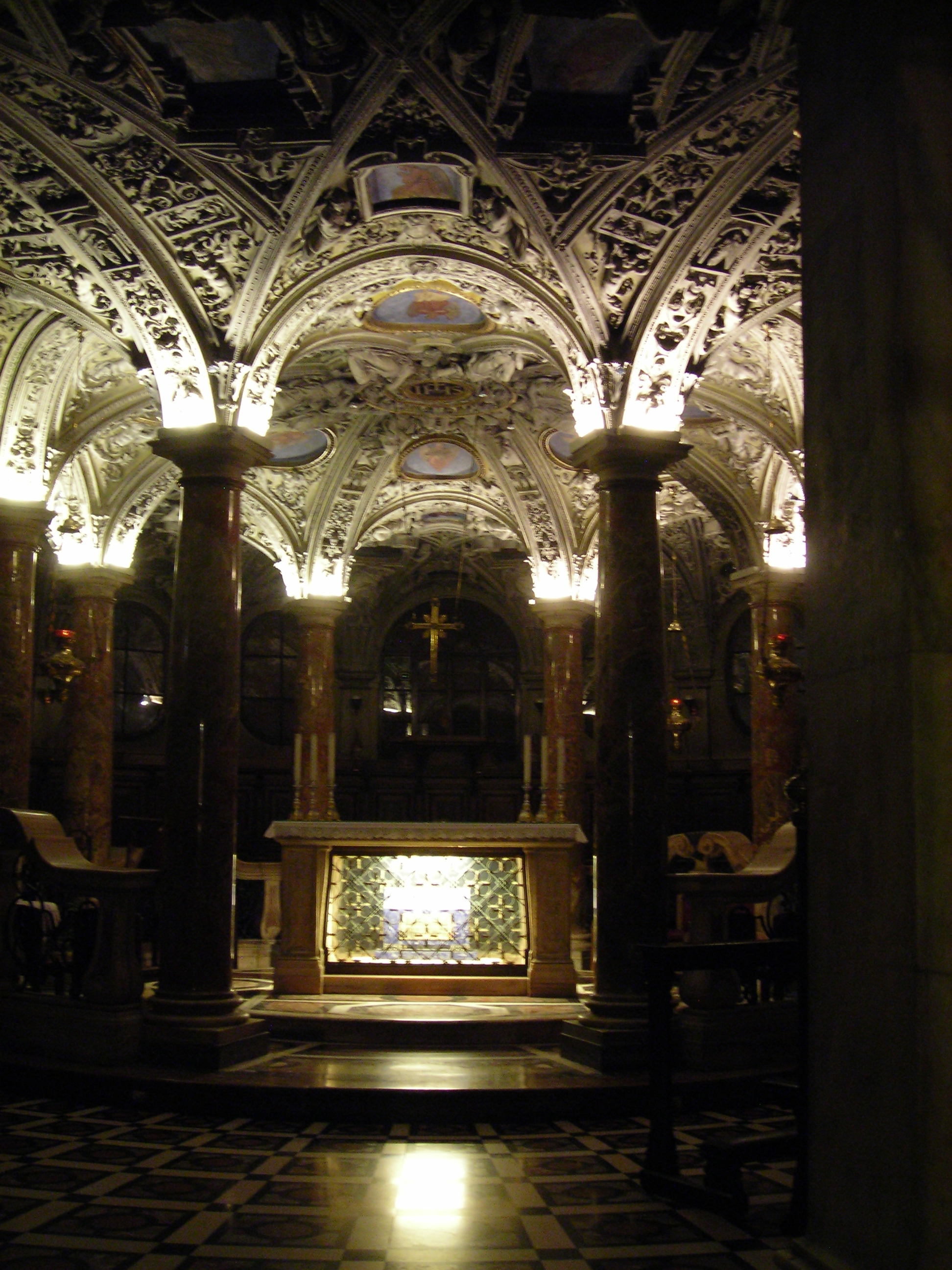
Cripta del Duomo de Milà, amb les restes del sant
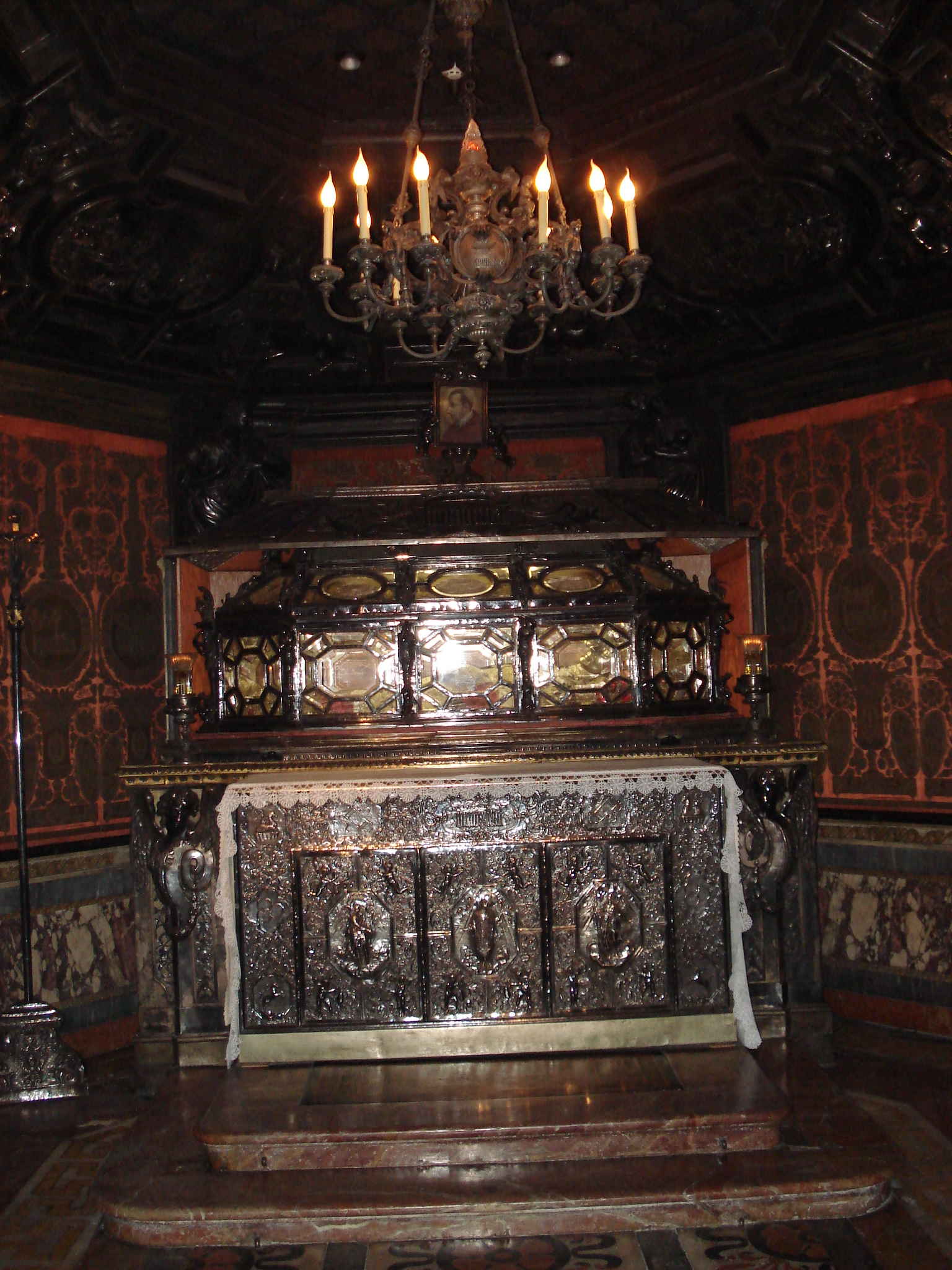
Urna a la cripta de la catedral de Milà (Scurolo) amb l'esquelet del sant
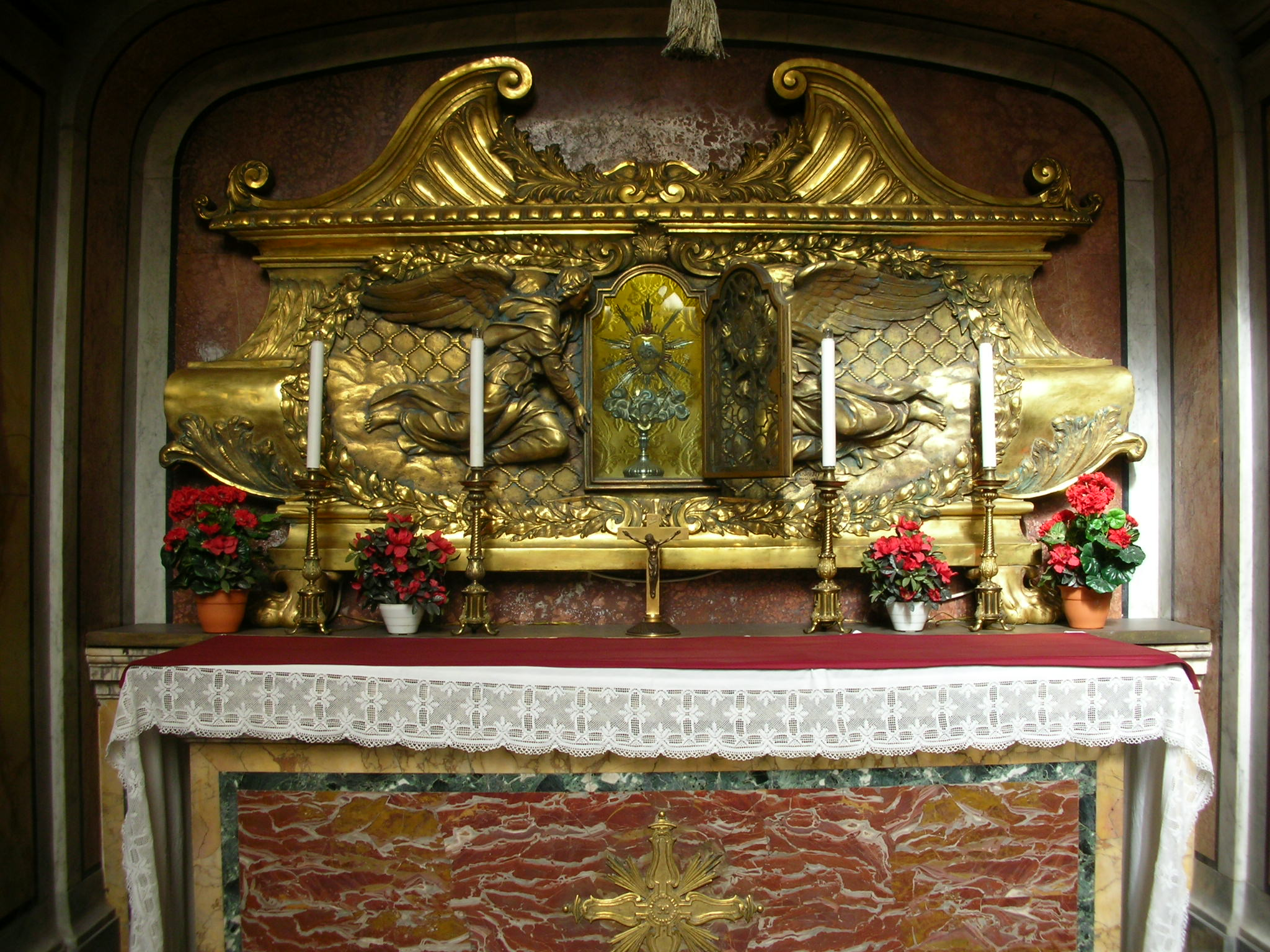
Cor del sant, a San Carlo al Corso (Roma)

### Atemptat i persecucions religioses
Es va confrontar a l'orde religiós dels Umiliati, amb molta influència a la Llombardia i idees properes al protestantisme. Alguns membres de l'orde van organitzar un atemptat contra l'arquebisbe: mentre pregava, el frare umiliato Gerolamo Donato va disparar-li amb un arcabús, però només va ferir-lo a l'espatlla. El poble va veure en la salvació del bisbe un fet miraculós. Els responsables van ser presos i ajusticiats, però es va aprofitar per a dissoldre l'orde, essent els seus béns repartits entre altres institucions religioses.
També va lluitar contra el protestantisme a les valls suïsses, imposant els acords del Concili de Trent, tot i que la Dieta d'Ilanz (1524-1526) havia proclamat la llibertat de culte a Suïssa.

## Mort i veneració
El Borromeo morí el 3 de novembre de 1584 a Milà. Al testament, va deixar tot el seu patrimoni als pobres. Va ser enterrat a la cripta de la Catedral de Milà; la seva tomba és coneguda com a lo Scurolo.
Proclamat beat el 1602, va ser canonitzat l'1 de novembre del 1610; la festivitat litúrgica es va fixar l'endemà a la seva mort, el 4 de novembre.
Al final del segle xvii es va erigir una gran estàtua de bronze al seu lloc de naixement, Arona, anomenada San Carlone di Arona o il Sancarlone. L'estructura i grandària del monument (24 m) van ser estudiades per Bartholdy per a projectar l'Estàtua de la Llibertat.
Entre les esglésies que li són dedicades destaca l'església de Sant Carles de Viena (Karlskirche). A Barcelona, l'actual església de Sant Pere Nolasc va estar originalment dedicada a Sant Sever i Sant Carles Borromeu. Actualment existeix una parròquia al barri de Gràcia que li és dedicada.

### Castedat
El cardenal era anomenat "Castissimo" per la seva tenacitat a conservar la castedat i la virginitat. Ja de jove havia evitat la companyia de les dones, com també feia de gran, fins a extrems malaltissos; diu Grattarola que «el Castíssim, en tota la seva vida no volgué parlar mai amb cap dona, encara que fossin parentes properes». Fins i tot la visió de les escultures de dones despullades l'alterava i molestava.

## Iconografia

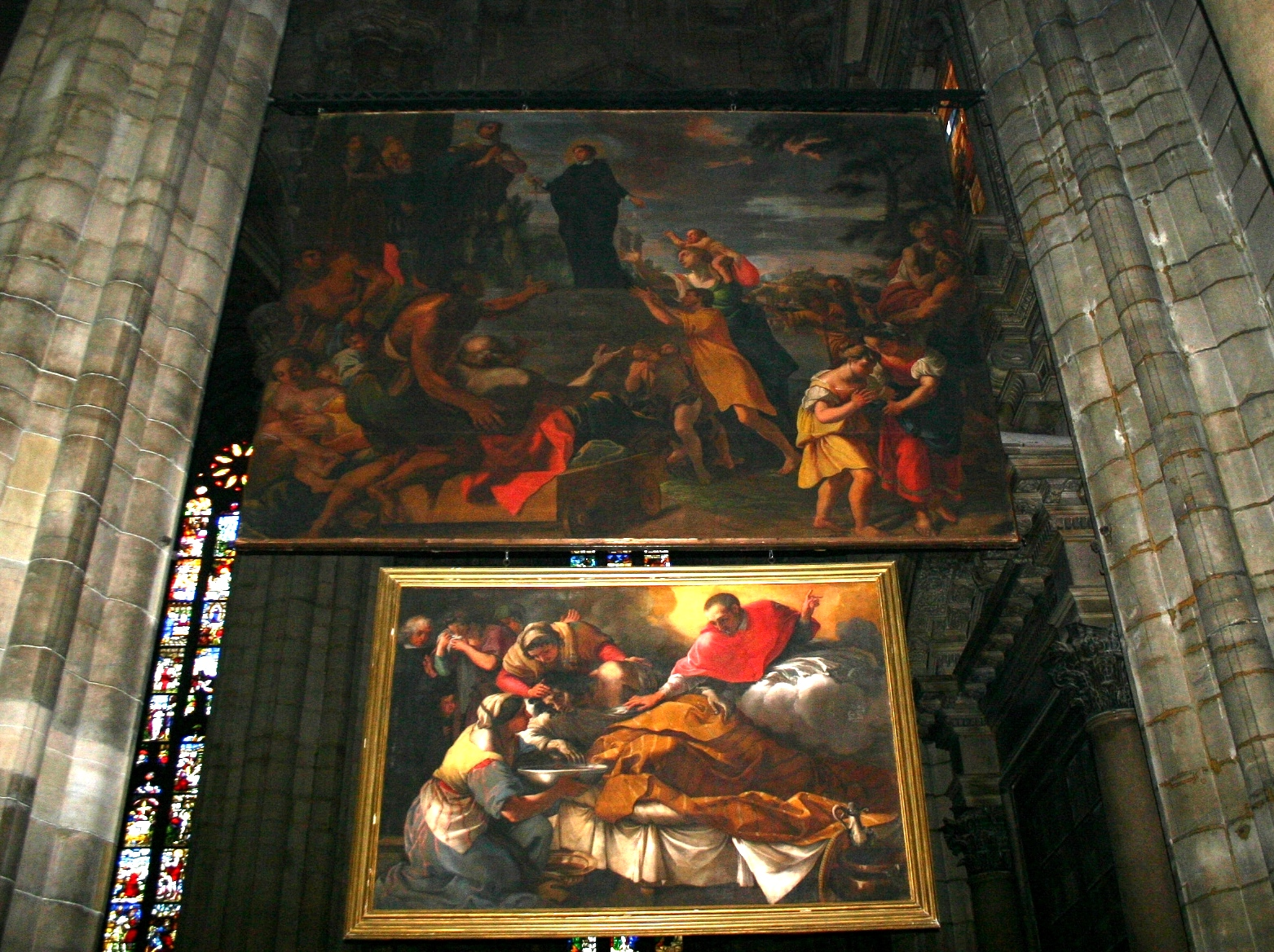
Dos dels Quadroni exposats a la Catedral de Milà

Se'l representa vestit de cardenal (amb capel, capa llarga de color púrpura i creu pectoral). Amb menys freqüència, també se'l representa com a bisbe.
Com a atributs acostuma a portar un crucifix o bé una corda lligada al coll, com a signe de penitència que va portar en una processó arran de l'epidèmia de pesta de 1576-77.
Els episodis de la seva hagiografia més representats són els que tenen a veure amb la pesta. Tanmateix, també se'l representa en moltes altres situacions, per exemple, agenollat, en oració davant d'un altar o en "sacra conversació" amb altres sants.
A la Pinacoteca Ambrosiana de Milà es conserva un retrat contemporani d'ell fet del natural, que mostra els trets més característics de la seva autèntica fesomia.
Al Duomo de Milà es conserva una sèrie de pintures anomenada "Quadroni di San Carlo" que es va fer a començament del segle xvii amb motiu de la seva beatificació i canonització i on es troben representats els principals episodis de la seva vida. Aquests Quadroni es mostren al públic cada any durant el mes de novembre, coincidint amb la seva festivitat.
Un petit retaule pintat del s. XVII que es troba a la catedral catòlica de Naxos també representa els principals episodis de la seva hagiografia.